# Рачево (Тверская область)
Ра́чево — село в Краснохолмском районе Тверской области. Относится к Глебенскому сельскому поселению. В 2006—2012 годы входила в состав Нивского сельского поселения, до 2006 года — центр Рачевского сельского округа.
Находится в 24 км к востоку от районного центра города Красный Холм, на реке Чернава.

## Население
| год           | 1859 | 1889 | 1920 | 1997 | 2002 | 2010 |
| ------------- | ---- | ---- | ---- | ---- | ---- | ---- |
| число жителей | 284  | 452  | 585  | 209  | 184  | 188  |

### Известные жители
- Терликов, Иван Филиппович (1926—2020) ― почётный гражданин Нижнего Тагила (1987), заслуженный строитель РСФСР.

## История
Село впервые упоминается в 1565 году в «приходной книге казначея Артемия» (Архив Краснохолмского Николо-Антониева монастыря). В 1570-е село являлось вотчиной Ивана Шереметева. Ф. И. Шереметев пожертвовал вотчину Кирилло-Белозерскому монастырю: В Бежецком уезде вотчина Кирилова монастыря … и село что дал боярин Ф. И. Шереметев по государевой жалованной грамоте 1613 года Чернево, Шаблыкино тож. В 1722 году в селе построен новые деревянный храм в честь Успения Пресвятой Богородицы. В 1764 году бывшие монастырские вотчины перешли в ведение Коллегии Экономии, далее в государственную казну.
В 1816 году в селе началось возведение каменного храма во имя Успения Пресвятой Богородицы.
В Списке населенных мест Весьегонского уезда 1859 года значится казённое село Шаблыкино (Рачево), 48 дворов, 284 жителя. Во второй половине XIX — начале XX века село Шаблыкино-Рачево (Черное) относилось к Прудской волости Весьегонского уезда Тверской губернии. В 1870 году в селе Рачево по инициативе гласного 
Весьегонского уездного земского собрания Луки Александровича Кисловского открыто земское училище. В 1889 году — 82 двора, 452 жителя, кроме сельского хозяйства жители занимались лесозаготовкой, торговлей лесом и дровами. В первом десятилетии XX века (1906—1907), по предложению Тверского губернского земского собрания, в селе Рачево было построено двухклассное земское училище имени губернского гласного, земца, почётного гражданина города Красный Холм Луки Александровича Кисловского, в память о его деятельности в сфере народного просвещения.
В декабре 1918 — марте 1924 Рачево — центр одноимённой волости и сельсовета Краснохолмского уезда (в январе 1920 года Рачевская волость переименована в Октябрьскую). По переписи 1920 года в селе 113 дворов, 585 жителей. В 1925 Рачево — центр одноимённого сельсовета Краснохолмской волости Бежецкого уезда. В 1940 году село центр Рачевского сельсовета Краснохолмского района Калининской области.
В 1997 году в селе 81 хозяйство, 209 жителей, здесь администрация сельского округа, центральная усадьба колхоза «Крюковский», комплекс «Начальная школа — детский сад», ДК, библиотека, медпункт, магазин.

## Достопримечательности
- Храм Успения Пресвятой Богородицы (1835).
- Памятник воинам, павшим в Великой Отечественной войне.